# The First Frost
The First Frost (en chinois : 难哄) est un drama romantique télévisé chinois de 2025 avec Bai Jingting et Zhang Ruonan,. L'intrigue est adaptée du roman chinois du même nom écrit par Zhu Yi. La série est diffusée sur Youku et Netflix dans le monde entier. Elle raconte l'histoire de deux camarades de lycée, se retrouvant après une longue séparation alors qu'ils louent accidentellement le même appartement. La série plonge dans les complexités de l’amour, du désir, du traumatisme et de la guérison.
La série a reçu un large succès, se classant en tête des classements et établissant de nombreux records. L'alchimie des protagonistes et une narration engageante lui ont valu de nombreuses critiques positives de la part du public et de la presse, ce qui lui a conféré une grande popularité sur le marché national et international. Au 10 mars 2025, la série dépasse 1,1 milliard de téléspectateurs sur Youku et devient le « C-drama le plus populaire des jeunes Idol » au début de l'année. Elle est classée S+ dans les classements Yunhe Data, c'est-à-dire dans la catégorie « Émissions les plus performantes ». Le 27 février 2025, elle est classée 6e dans le « Top TV Show Worldwide » (Meilleures séries télé à l'international) de Netflix, établissant un record en devenant le C-drama le plus populaire de l'histoire du classement quotidien mondial de Netflix.

## Synopsis
Six ans après s'être vus pour la dernière fois, Wen Yifan et Sang Yan se rencontrent par hasard dans un bar. Anciens camarades de lycée, elle avait à l'époque des sentiments envers lui, sentiments qu'elle avait été forcée de réprimer, ce qui avait fini par les éloigner. Pour éviter la gêne, ils prétendent ne pas se connaître. Cependant, forcés de vivre sous le même toit, ils se retrouvent contraints à affronter leur passé commun. Leur relation qui se complique encore lorsque Wen Yifan réalise qu'elle est à nouveau somnambule, une condition encore aggravée en raison d'un traumatisme familial passé. Une crise de somnambulisme la fait se retrouver dans la chambre de Sang Yan, ce qui entremêle encore plus leurs vies.

## Casting
| Character     | Cast           | Notes |
| ------------- | -------------- | --- |
| Sang Yan      | Bai Jingting   | Propriétaire du restaurant Overtime, directeur d'équipe dans une entreprise de jeux vidéo, et coup de foudre de jeunesse de Yifan |
| Wen Yifan     | Zhang Ruonan   | Journaliste et reporter, et amour de jeunesse de Sang Yan                                                                         |
| Zhong Siqiao  | Zhang Miaoyi   | Livreuse, aide de soins à domicile, et meilleure amie de Yifan                                                                    |
| Su Haoan      | Edward Chen    | Riche copropriétaire de l'Overtime et camarade de lycée de Sang Yan                                                               |
| Xiang Lang    | Zhai Xiaowen   | Ami d'enfance de Yifan et Siqiao, qui a des sentiments pour Yifan                                                                 |
| Mu Chengyun   | Yuan Ye        | Etudiant, stagiaire dans l'équipe de Yifan, et qui a des sentiments pour elle                                                     |
| Zhao Yuandong | Feng Yunzhi    | Mère de Yifan |
| Wen Liangzhe  | Zhao Xiaodong  | Père de Yifan |
| Zheng Kejia   | Duan Xingyu    | Demi-sœur de Yifan, stagiaire dans l'équipe de Sang Yan                                                                           |
| Che Yanqin    | Kong Lin       | Tante de Yifan |
| Che Xingde    | Li Hongchen    | Frère de Yanqin |
| Zhang Wenhong | He Jiong       | Enseignant au lycée de Sang Yan et Yifan                                                                                          |
| Li Ping       | Deng Ying      | Mère de Sang Yan |
| Sang Rong     | Wei Zixin      | Père de Sang Yan |
| Sang Zhi      | Liu Chutian    | Petite sœur de Sang Yan |
| Duan Jiaxu    | Wu Yuheng      | Ami et camarade de dortoir de Sang Yan à l'université                                                                             |
| Jiang Ru      | Paw Heeching   | Grand-mère de Su Haoan |
| Su Haojia     | Paul Chun      | Grand-père de Su Haoan |
| Uncle Ma      | Zhang Shihong  | Infirmière du grand-père de Su Haoan                                                                                              |
| Su Tian       | Chen Jianan    | Femme enceinte et rédactrice en chef dans le groupe de presse de Yifan                                                            |
| Fu Zhuang     | Zhang Keyuan   | Assistant caméraman, collègue de Yifan                                                                                            |
| Qian Wenhua   | Fu Miao        | Chef d'équipe presse |
| Wang Linlin   | Suo Langmei Qi | Ex de Su Haoan |

## Réception
The First Frost était l'une des séries les plus attendues en 2025. La première affiche montrant les acteurs principaux dans leur rôle, ainsi que le teaser, ont été bien accueillis par le public,. Après le premier teaser, la série a été réservée plus de 8 millions de fois sur Youku, et y a été classée 1ère dans le classement des « 5 dramas les plus populaires ». Un nouveau record est établi alors qu'elle atteint 10 000 points « Popularity Heat Index » seulement 2 jours suivant sa sortie. Elle est également 1ère au classement « Série romantique la plus recherchée » en une semaine. Lors de sa sortie, Bai Jingting et Zhang Ruonan ont été classés « meilleurs artistes de C-Drama sur le marché mondial ».
Gulf News fait l'éloge de l'œuvre, déclarant que « The First Frost est un voyage plus mature et émotionnellement intense. Bai Jingting apporte une intensité calme qui rend d'autant plus palpable la douleur de Sang Yan. Zhang Ruonan livre une performance puissante dans le rôle de Wen Yifan, dont la nature réservée dissimule les différentes couches de ses troubles émotionnels. La profondeur émotionnelle tient en ce que chaque moment est chargé de gestes significatifs, plutôt que de grands actes romantiques. La dualité de points de vue dans la narration ajoute une profondeur convaincante au récit, en montrant la manière dont la perception et les émotions façonnent leurs interactions. » Indiatimes déclare pour sa part que « La narration non linéaire, passant sans problème de leur salle de classe de lycée à leur appartement désormais partagé, ne vous perd jamais. L'esthétique visuelle complète parfaitement le thème du drame. Le rythme, lent et posé, permet une exploration d'expressions subtiles, comme des regards volés et des non-dits, décrivant de manière percutante leur histoire. »
Le site Web Evrim Ağacı déclare que « la série plonge profondément dans l'émotion, se concentrant sur les thèmes du chagrin, du désir et de la guérison. Les premiers épisodes ont ravi les téléspectateurs, qui soulignent l'alchimie remarquable entre les protagonistes, qui conservent habilement le charme des personnages. La série n'attire pas seulement l'attention pour son scénario, mais également pour les performances bien reçues des acteurs. » India Today déclare que « The First Frost, le nouveau C-drama, offre tout. Avec des performances stellaires, une cinématographie à couper le souffle et un scénario qui comprend le poids du regret, c'est un drame qui persiste dans votre esprit longtemps après le générique. » English Jagran déclare que « The First Frost laisse un impact durable aux yeux du monde entier, de par sa narration stimulante, ses visuels poétiques, ses narratifs pleins d'émotions et son développement magistral des personnages. »
GQ affirme que "Cette romance slow-burn regorge d'amour non exprimé, d'alchimie juvénile et d'émotions fortes, se déployant de manière joyeuse alors que le destin réunit les protagonistes sous le même toit." Mashable attribue une note de 4 sur 5 à la série, déclarant que "The First Frost touche toutes les cordes sensibles émotionnelles, un C-drama à regarder en boucle. La série est une approche rafraîchissante et profondément agréable du drame romantique, qui sensibilisent sur des questions sensibles sous de nouveaux angles. Newspoint apprécie le scénario, la cinématographie et les détails de fond, déclarant que "La série traite des conséquences de la découverte de l'amour d'une manière douloureuse et déchirante. Elle montre ce qu'il coûte de trouver l'amour et d'y rester pour le reste de sa vie. Sa cinématographie ne se contente pas d'exprimer des sentiments, elle vous les fait ressentir. »

## Bande originale
Le 31 décembre 2024, le groupe de rock taïwanais Mayday publie une bande-son officielle et un clip vidéo de "Willfull" pour la série. Cette chanson, thème principal de l'œuvre, est visionnée 3 millions de fois dès le premier mois de sa diffusion. La chanson "The Invisible Man" est quant à elle tirée de l'album A Perfect Day de Stefanie Sun, sorti en 2005.
| Titre                                 | Artiste                     | Paroles/Composition                       | Studio           | Durée |
| ------------------------------------- | --------------------------- | ----------------------------------------- | ---------------- | ----- |
| Willful Thème principal               | Mayday                      | Ashin                                     | B'in Music       | 4:40  |
| Serenade                              | Mao Buyi                    | Mao Buyi                                  | Dreamer Music    | 4:06  |
| It's You Générique de fin             | Li Yuchun                   | Li Yuchun                                 | Official Channel | 5:21  |
| Like A Sunny Day, Like A Rainy Day    | Silence Wang                | Silence Wang                              | Official Channel | 3:56  |
| The Invisible Man                     | Bai Jingting                | Xiaohan, Huang Yunren                     | Official Channel | 4:45  |
| Everything                            | Zhang Ruonan & Zhang Miaoyi | Jesse Deng                                | Official Channel | 3:40  |
| Late                                  | Zhang Bichen                | Zhang Pengpeng                            | Official Channel | 4:25  |
| Stubborn                              | Sandee Chan                 | Sandee Chan                               | Official Channel | 3.23  |
| I’ve Never Liked Anyone Except You    | Zhao Lei & Fine Band        | Wang Tianfang, Huang Yueyang, Shen Mingli | Official Channel | 3:45  |
| Look at Me                            | Yan Yidan                   | Yan Yidan                                 | Official Channel | 4:14  |
| Crush                                 | Edward Chen Haosen          | Zhuang Zhuheng                            | Official Channel | 4:15  |
| My Dear                               | Zhang Zhenhao               | Li Zhizi                                  | Official Channel | 4:03  |
| I Want To Quietly Slip Into Your Soul | Xiao Bingzhi                | Xiao Bingzhi                              | Official Channel | 4:05  |
| There Is You Amidst Raindrops         | Chen Kexin                  | Crispy Band (Taiwanais)                   | Official Channel | 4:00  |

## Production
The First Frost est produite par Wajijiwa, Youku Information Technology (Pékin) Co. Ltd., et Hunan Galaxy Cool Entertainment Culture Media Co. Ltd. En Septembre 2021, la maison de production publie une déclaration officielle sur son compte Weibo, selon laquelle une adaptation live-action du roman The First Frost de Zhu Yi sera réalisée. En août 2023, la maison de production déclare que la série est en phase de remaniement du scénario, et que son contenu est en cours de travail. Le tournage est prévu de février à août 2024.
Le 24 mars 2024, les premières affiches sont publiées, et il est annoncé que la série sera diffusée sur Youku. Le 27 juin 2024, le premier teaser officiel de la série est diffusé. En décembre 2024, la série obtient son autorisation de diffusion pour 32 épisodes.
Il existe également une adaptation en Manhua de l'œuvre, intitulée Eternal Love.